# 都営バス品川営業所

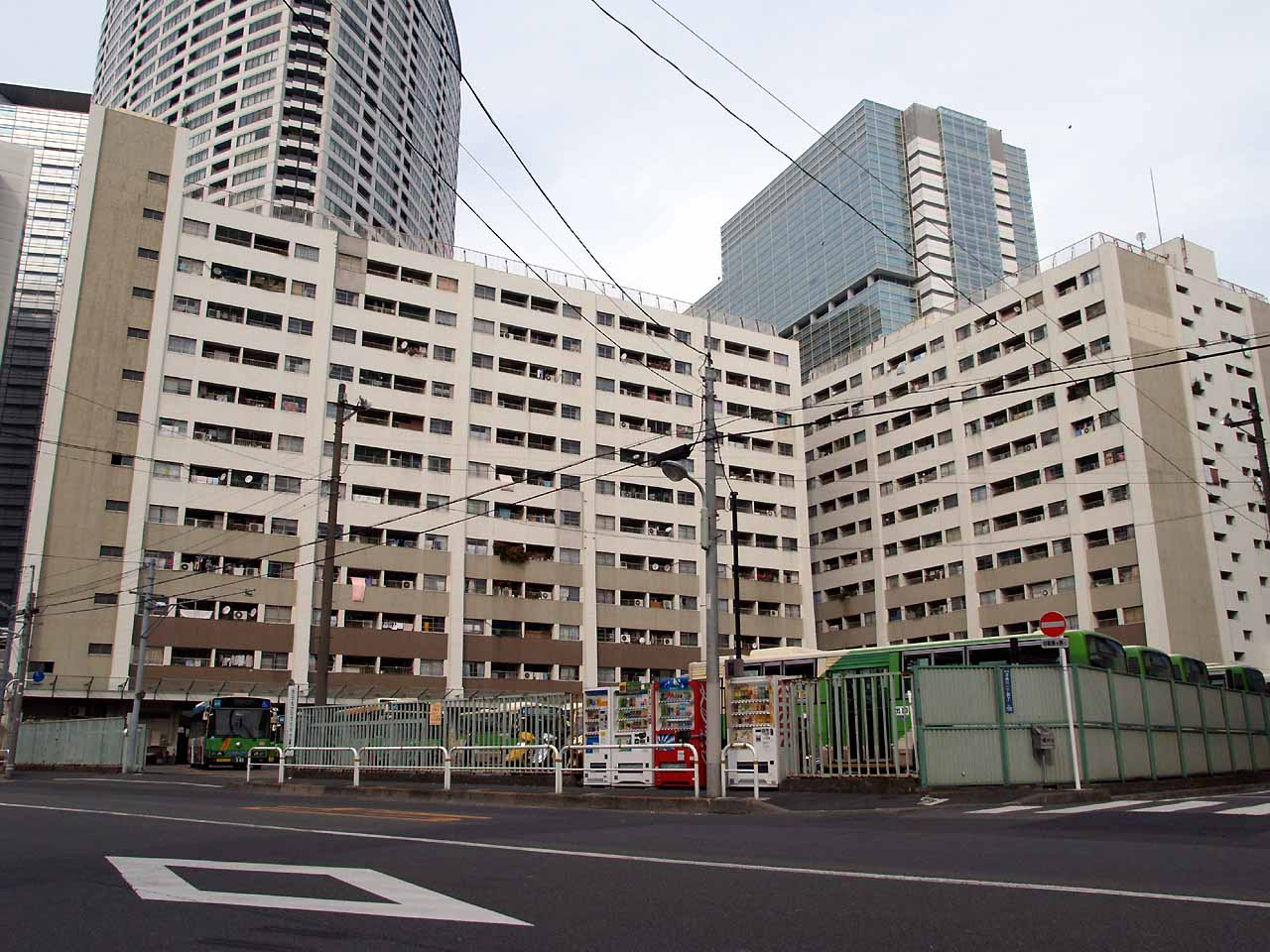
道路を隔てて向かいの駐車・留置区画

都営バス品川自動車営業所（とえいバスしながわじどうしゃえいぎょうしょ）は、東京都品川区北品川にある都営バスの営業所で、主に品川区東部と港区を中心に一部、江東区を含めた臨海副都心地区の路線を担当している。営業所上層部に都営北品川一丁目アパートが併設されている。営業所記号はAを用いる。ナンバーは品川である。管轄下に港南支所を置く。
最寄り停留所は品川車庫前である。

## 歴史
旧東京市営の営業所として現在の形になったのは1942年（昭和17年）2月1日のことであるが、その源流となる民営バスの拠点としては大正時代から存在するという、都営バスの中でも有数の歴史を持つ営業所である。その基礎が確立するに至るまでは、都営バスの前身である青バス由来の路線の他、現在の東急バスや京浜急行バスの系譜に連なる複数の民間事業者の流れが複雑に絡み合っている。
当営業所管轄の路線は大別すると、JR山手線の内側および、そこから郊外に乗り入れる路線と、品川区の東側を中心としている。

### 戦前・民営乱立時代
路線の一番の大元は、大正から昭和の初期にかけて東京乗合自動車（青バス）系列の京浜乗合自動車が開設したものである。京浜乗合自動車は1919年（大正8年）、高輪（省線品川駅）から京浜国道を下り、六郷村（現・大田区）に至る路線を開設した。この路線は、京浜電気鉄道（現・京浜急行電鉄）の鉄道線（現・京急本線）とほぼ併走していたことから、京浜電気鉄道も自社路線防衛のためバスへの参入をもくろむが、京浜乗合自動車の既得権の前に免許が下りない事態となる。

京浜電気鉄道は1929年（昭和4年）になって改築されたばかりの新国道（第一京浜）経由で高輪 - 六郷橋間の路線免許を取得し、10月29日に営業を開始すると、翌1930年（昭和5年）10月10日に東京乗合自動車（1929年7月31日京浜乗合自動車を合併）から旧国道経由六郷線を買収、青バスは東京府南部から撤退した。
一方、五反田駅から先の中原街道沿いでは池上電気鉄道（現・東急池上線）が1927年（昭和2年）9月9日に五反田乗合自動車商会（1923年（大正12年）4月25日開業）の鏑木悦三から権利を買収して、五反田駅 - 中延（中延車庫前）間と平塚橋 - 馬込町（荏原町駅付近）の2路線でバス事業を始め、その後丸子の渡しまで延伸したが、このバスが山手線内に入り込み、御殿山通り経由で品川駅に乗り入れるようになる。池上電気鉄道は1934年（昭和9年）10月1日目黒蒲田電鉄（現・東急）に吸収合併され、目黒蒲田電鉄バス中延営業所・池上営業所となった。
ほぼ同時期の1930年（昭和5年）1月19日に、東京市芝区（現・港区）では国鉄田町駅周辺の通勤輸送を行う芝浦乗合自動車という会社が設立された。この会社は太陽自動車商会の千葉諒二と千葉諒祐が設立し、1928年1月23日より八木哲が経営していた田町駅裏口から日ノ出町・月見町循環線ほか計4線を譲受して開業していたが、欠損続きのため1936年（昭和11年）5月30日より後述する目黒自動車運輸の志保澤忠三郎が経営を肩代わりしていた。1937年（昭和12年）12月1日、目黒自動車運輸とともに目黒蒲田電鉄に合併、目黒蒲田電鉄バス芝浦営業所と変わった。

また、東京府碑衾町（現・目黒区）を拠点に営業していた目黒自動車運輸が、国鉄目黒駅から山手線内に入り込み、品川駅に至る路線を作った（後述）。この目黒自動車運輸はもともと志保澤忠三郎が創業した貨物運送会社だったが、目黒乗合自動車の権利を1923年（大正12年）4月に譲受して乗合自動車に進出した会社であり、1929年（昭和4年）5月28日に玉川電気鉄道の資本下に収まっていた。その後、白金台 - 品川駅前間の高輪乗合自動車商会（1937年4月15日開業）を合併して白金台 - 目黒駅間を延伸。上述の目黒駅 - 品川駅間の路線を入手した。1936年5月30日に上述の芝浦乗合自動車の経営権を得ていたが、1937年12月1日、芝浦乗合自動車とともに目黒蒲田電鉄に合併して目黒蒲田電鉄バス下目黒営業所（現・東急バス目黒営業所）となった。目黒蒲田電鉄は1939年（昭和14年）10月1日、東京横浜電鉄を合併。10月16日逆に東京横浜電鉄に商号変更をしたため、バスの名称も東横バスに変わった。

### 青バスと東横バスの市営化
目黒蒲田電鉄が東京横浜電鉄電鉄を合併する前年の1938年（昭和13年）、陸上交通事業調整法が帝国議会で可決され、東京市周辺はその対象地域として事業エリアの調整が行われることになった。

品川営業所のエリアでは天王洲橋から品川駅を経て山手線の内側にあたる、東京市芝区内と旧品川区の一部が東京市営バスの独占事業区域とされることになった。このため、東京横浜電鉄は五反田駅や目黒駅から山手線内に入り込んでいた区間（旧池上電気鉄道ならびに高輪乗合自動車商会→目黒自動車運輸）と、旧芝浦乗合自動車の流れをくむ芝浦営業所の全路線を東京市に譲渡しなければならなくなった。
一方、青バスこと東京乗合自動車は地下鉄銀座線の新橋以北を運営していた東京地下鉄道に合併されていたが、同社は東京市中心部を中心に広範囲の路線を持っていたため、バス事業のほとんどが東京市に統合されることになった。

こうして1941年（昭和16年）7月15日、鉄道・内務両大臣は東京地下鉄道、東京横浜電鉄等該当する事業者に対して東京市への譲渡命令を下し、これを受けて1942年（昭和17年）2月1日、青バスと東横バスの山手線内区間は東京市電気局に譲渡された。電気局では品川地区にあった両社からの引き継ぎ路線を運営するため、品川自動車営業所を新設した。これが現在につながる品川営業所のスタートであった。しかし、大東亜戦争（太平洋戦争、第二次世界大戦）激化により路線の縮小を余儀なくされ、1945年（昭和20年）春には第2次東京大空襲（城南京浜大空襲）の被害を受けて機能停止に追い込まれた。

### 戦後
戦後再開したのは1947年（昭和22年）のことである。電気局改め、東京都交通局はGHQの指示に基づき民間との共同運行による長距離路線の開設を進めており、品川営業所管下では東京急行電鉄（現・東急バス）をパートナーに、品川区から大田区にかけてのエリアへ参入することになった。その第一弾が東京駅 - 丸子橋間の雪が谷線100（→東90）系統と、東京駅 - 池上駅間の池上線114（→東94）系統であった（後述）。

その後、京浜電気鉄道の後身にあたる京浜急行電鉄（現・京浜急行バス）が国道線の再開を決めると、こちらでも都営バスとの共管が行われる。こうして、品川営業所は東急・京急の両社と共管関係を持つことになった。最盛期には、東急との共管だけで3路線、京急との共管も2路線を数えた。
1964年（昭和39年）の品99系統の開設を皮切りに、埋立地の工業地帯への路線が次々に開設された。昭和40年代には都電の廃止に伴い、代替として四92、四97（現・品97）系統が運行開始された。
その反面、民営との相互乗り入れ路線では道路渋滞により定時運行が困難となっていく。まず1971年（昭和46年）までに京浜国道線115系統などが廃止になり、多摩川大橋線122系統も短縮されて東96（現・反96）系統となり、羽田空港や神奈川県川崎市から撤退、京急との共管が解消される。続いて1977年（昭和52年）の第1次再編では東94系統、1979年（昭和54年）の第1次追加再編でも東90系統が国鉄山手線の駅で分断され、都営は山手線以北のみを担当した。しかし都心側の路線は地下鉄や山手線と並行するなどして客足が伸びず、縮小廃止を繰り返した。

### 臨海部が主軸に変わる
1979年（昭和54年）、完成したばかりの東京港トンネルを経由し13号地（現在の臨海副都心）へ向かう海01系統の運行が開始され、品川営業所は江東区に進出する。1982年（昭和57年）の第3次再編成で、海01系統は門19丁系統（門前仲町 - 海上公園）と統合、深川営業所との共管とし勢力を拡大。引き換えに東96系統が廃止されて（旧）反96系統に切り替えられた。

翌1983年（昭和58年）には大井ふ頭中部で大規模団地八潮パークタウンの入居が始まり、都営バスは京浜急行バスと共に団地へのアクセスを担うバス路線を開設した。
1990年代に入ると、営業所からも程近い天王洲アイルの開発が急速に進み、シティバンク（シティバンク銀行を経て現・SMBC信託銀行）や日本航空が本社を移転。東京モノレールは天王洲アイル駅を新設して対応したが、都営バスもJR品川駅や大井町駅との間を結ぶバス路線を展開した。これによって、品川営業所の路線の主軸は完全に臨海部へと移った。
一方で、レインボーブリッジの完成で東京港トンネルを通る海01系統の存続にはリスクが伴うようになり、（新）虹02系統と事実上入れ替わる形で海01系統の所管から一度は外れた。その後、東京港トンネルを挟む区間は廃止となる。
2000年（平成12年）12月の大再編では、都心部を中心に縮小・廃止が行われた。2002年（平成14年）2月に湾岸部の再編が行われ、目黒分駐所廃止に伴う2005年（平成17年）3月の再編で大規模な所轄の交換が行われた。2006年（平成21年）には波01系統の新設で臨海副都心地区の路線が強化され、2008年（平成20年）4月、港南支所のはとバス委託化に伴ってエリアの幹線系統を一手に担うことになった。また、2009年（平成21年）4月には再び海01系統に参入するが、お台場地区に有明営業所が開設されたのに伴い、2022年（令和4年）4月の路線再編成までに移管され、江東区内に入る当営業所所管路線は市01系統のみとなった。

## 沿革
- 1942年（昭和17年）2月1日：営業所開設。東京横浜電鉄から芝浦営業所の譲渡を受ける。
- 1947年（昭和22年）6月25日：東京急行電鉄（現・東急株式会社）と共同で100系統の運行を開始。
- 1948年（昭和23年）

8月1日：14系統の運行を開始。
11月1日：東京急行電鉄と共同で114（→東94）系統の運行を開始。
- 1949年（昭和24年）：京浜急行電鉄と共同で115系統の運行を開始。
- 1950年（昭和25年）：東京急行電鉄と共同で122系統の運行を開始。
- 1963年（昭和38年）4月1日：京浜急行電鉄と共同で134系統の運行を開始。
- 1964年（昭和39年）3月9日：39系統の運行を開始。
- 1965年（昭和40年） 8月24日：115系統の経路を羽田空港発着に変更。神奈川県川崎市から撤退。
- 1967年（昭和42年）12月10日：都電第1次撤去により501・503（→四92）系統の運行を開始。
- 1969年（昭和44年）10月26日：都電第3次撤去に伴い507（→四97→品97）系統の運行を開始。134・501系統の運行を終了、台東区から撤退。
- 1970年（昭和45年）

9月20日：122系統の営業を終了。
12月1日：115系統の営業を終了。同時に羽田空港から撤退。
- 1974年（昭和49年）：東01系統の運行を開始。
- 1976年（昭和51年）3月1日：黒77系統の運行を開始。当初は目黒営業所の担当だった。
- 1977年（昭和52年）12月16日：東94系統が東京駅 - 品川車庫間に短縮される。
- 1979年（昭和54年）

1月16日：海01系統の運行を開始。
12月17日：東90系統を五反田駅までに短縮。東94系統を廃止し東90系統に統合。
- 1982年（昭和57年）12月26日：海01系統と門19丁系統を統合。東96系統を（旧）反96系統に変更。
- 1983年（昭和58年）

3月25日：品91系統の運行を開始。
8月22日：東01系統の運行を終了。千代田区から撤退。
- 1989年（平成元年）6月19日：深夜07系統の営業を開始。
- 1990年（平成2年）6月30日：東90系統の品川駅 - 東京駅間を短縮、系統番号を反90甲系統とする。
- 1991年（平成3年）7月25日：品96系統の運行を開始。
- 1999年（平成11年）1月27日：海01系統の共管を解消。江東区から撤退。
- 2000年（平成12年）12月12日：都営地下鉄大江戸線の開業により四92系統を廃止、（現）反96系統に変更。四97系統を品97系統に変更の上新宿との共管とする。大井町駅と八潮パークタウンを急行運転で運行する直行01系統を新設する。目黒営業所を当営業所の支所に降格、同時に港南分駐所も品川営業所目黒支所港南分駐所となる。
- 2002年（平成14年）2月25日：品91系統を分割、大井町側が井92系統となる。品98甲系統を品川駅 - 大田市場間に短縮。
- 2003年（平成15年）4月1日：目黒支所を目黒分駐所に降格、営業所記号「M」も消滅する。
- 2005年（平成17年）

3月28日：港南分駐所が港南支所に昇格。目黒分駐所閉鎖に伴い黒77・橋86・東98系統が移管され、千代田区に再進出、目黒区と世田谷区にも進出となる。品93系統が港南支所との共管になる。
4月1日：品97系統を杉並支所に移管。新宿区から撤退。
- 2006年（平成18年）4月1日：波01系統の運行を開始、江東区に再進出。当初は港南支所と深川営業所の共管だった。
- 2008年（平成20年）4月1日：品93系統の共管を解消。代わって渋谷営業所担当の都06系統に進出して共管となり、波01系統の港南支所担当分と渋88系統が品川営業所に移管される。渋谷駅に進出。東98系統を港南支所に移管、千代田区から再度撤退、目黒区、世田谷区からも撤退。
- 2009年（平成21年）4月1日：都06系統の共管を解消、渋88系統を新宿支所に移管する。渋谷駅から撤退、海01系統が再度、深川営業所との共管になる。
- 2020年（令和2年）7月1日：波01系統の共管を解消、有明営業所単独運行となる。
- 2022年（令和4年）4月1日：海01系統の共管を解消、有明営業所単独運行となる。波01出入系統廃止。
- 2023年（令和5年）4月1日 - 品96甲系統を廃止し、品96乙系統を品96系統に改称。[2]

## 現行路線

### 市01系統
- 市01：新橋駅 - （浜離宮→） - 国立がん研究センター - 勝どき駅 - （←晴海三丁目 / 晴海トリトンスクエア→） - 市場前駅 - 豊洲市場（市場開場日のみ運行）
- 市01：新橋駅 - （浜離宮→） - 国立がん研究センター - 勝どき駅 - （←晴海三丁目 / 晴海トリトンスクエア→） - 市場前駅 - 水産仲卸棟 - 豊洲市場（市場開場日の朝のみ運行）
- 市01：新橋駅 - （浜離宮→） - 国立がん研究センター - 勝どき駅 - （←晴海三丁目 / 晴海トリトンスクエア→） - 市場前駅
- 市01急行：新橋駅 → 浜離宮 → 国立がん研究センター → 市場前駅 → 水産仲卸棟 → 豊洲市場（市場開場日の新橋駅前発の始発のみ運行）

2018年（平成30年）10月11日から運行されている新橋駅と豊洲市場を結ぶ路線。本路線は市場前駅が最寄りとなるゆりかもめの補完輸送という役割を持つ。市場開場日の新橋駅前発の始発は急行便となり、国立がん研究センター - 市場前駅間は無停車となる。なお、急行便は設定当初は市場開場日の朝時間帯に新橋駅前発と豊洲市場発が多数設定されていたが、開設からわずか2ヶ月後の12月3日のダイヤ改正で新橋駅前発の始発を除いて各停便に置き換えられた。

2018年10月6日までは新橋駅から築地中央市場を経由して戻る循環路線であった（#旧・市01系統を参照のこと）。豊洲市場開場後、本路線が築地から延伸することになった理由については、国立がん研究センター中央病院（旧・国立がんセンター）への病院輸送と、場外市場が築地で存続することによる観光輸送という2つの意味合いが大きい。
新橋駅 - 国立がん研究センター間は築地市場時代は一方通行の循環路線だった名残もあり、市場前駅・豊洲市場行のみ浜離宮を経由する。
なお、築地市場時代は専用車両による運行が長らく続いていたが、現在の路線では特に運行車両に制限はされていない。
2023年8月1日より、新橋駅行きが新豊洲駅前（都05-2東京駅丸の内南口行きと同じ停留所）にも停車する。

### 黒77系統
- 黒77：目黒駅 - 天現寺橋 - 西麻布 - 北青山三丁目 - 明治公園 - 千駄ケ谷駅

1976年（昭和51年）3月1日に運行が始まった。運行当初から目黒営業所（のちに分駐所）の担当であったが、目黒分駐所の廃止により2005年（平成17年）3月28日に当営業所へ移管された。2006年（平成18年）に千駄ケ谷駅での降車場・乗車場が分離され、従来千駄ケ谷方面のバスだけが停車した千駄ヶ谷八幡停留所には、目黒方面のバスも停車するようになった。

### 品91・深夜07系統
- 品91[5]：品川駅港南口 - 天王洲橋 - 都立八潮高校 - 品川シーサイド駅
- 品91：品川駅港南口 - 天王洲橋 - 都立八潮高校 - 品川シーサイド駅 - 都立産業技術高専品川キャンパス前 - 八潮パークタウン（循環）
- 深夜07：品川駅港南口 - 天王洲橋 - 都立八潮高校 - 品川シーサイド駅 - 都立産業技術高専品川キャンパス前 - 八潮パークタウン（循環）
- 深夜07：品川駅港南口 - 天王洲橋 - 都立八潮高校 - 品川シーサイド駅 - 都立産業技術高専品川キャンパス前 - 八潮パークタウン-八潮公園前

品川駅港南口から八潮パークタウンへ向かい品川駅港南口へ戻る循環路線。ただし、（循環）などといった表示が方向幕やバス停には存在しない。
運行開始は1983年（昭和58年）3月25日で、開業当時は品川駅東口から八潮パークタウン内を循環して、大井町駅東口へ抜ける路線であった。1998年（平成10年）3月31日には仙台坂トンネル経由で八潮パークタウンと大井町駅東口とを結ぶ折り返し系統が新設された。
2002年（平成14年）2月25日に品川側と大井町側を八潮パークタウンを境に分断、大井町側は井92系統となる。2002年（平成14年）12月1日のりんかい線品川シーサイド駅の開業に伴い、品川駅発着便は駅前に乗り入れるようになった。品川シーサイド駅発着は平日朝のみの運行。
深夜07系統は深夜バスの1989年（平成元年）6月19日に品川駅西口 - 八潮パークタウン循環として開通した。品川駅の発着は開業当時から、一貫して西口の発着で、深夜時間帯には品91乙系統が品川駅高輪口発着で運行されていたが、2018年（平成30年）4月のダイヤ改正により品91系統と同じ港南口発着、品川シーサイド駅経由に統一された。このため、現在は品91・深夜07は完全に同一経路での運行となっている。

### 井92系統
- 井92：大井町駅東口 -（←東京工科専門学校前／青物横丁→）- 都立産業技術高専品川キャンパス前 - 品川総合福祉センター前 - 八潮パークタウン（循環）

大井町駅東口から八潮パークタウンへ向かい大井町駅東口へ戻る循環路線。ただし、（循環）などといった表示が方向幕やバス停には存在しない。
井92系統は2002年（平成14年）2月25日に品91系統（品川駅 - 八潮パークタウン - 大井町駅）の分断により、大井町側の路線として誕生した路線である。
品91系統時代は大井町駅周辺は両方向とも青物横丁経由（大井町駅行きは現在の井96系統と同様に南馬場を経由）であったが、井92系統としての分離時に八潮方面が青物横丁経由、大井町方面が東京工科専門学校前（仙台坂トンネル）経由になった。これにより大井町駅行きの所要時間は大幅に短縮された。
2000年（平成12年）12月12日には平日朝夕のみ運行する急行運転のダイレクトバスとして直行01系統が新設された。井92系統と違って両方向とも仙台坂トンネルを経由していたが、2018年（平成30年）4月のダイヤ改正で井92系統に統合されている。

### 品93系統
- （3→）品93甲：目黒駅 - 白金台駅 - 明治学院 - 品川駅高輪口 - 品川車庫 - 天王洲橋 - 都立八潮高校 - 都立産業技術高専品川キャンパス前 - 勝島 - 大井競馬場
- 品93甲：目黒駅 → 白金台駅 → 明治学院 → 品川駅高輪口 → 品川車庫 → 天王洲橋 → 都立八潮高校 → 都立産業技術高専品川キャンパス前
- 品93甲：品川駅高輪口 ← 品川車庫 - 天王洲橋 - 都立八潮高校 - 都立産業技術高専品川キャンパス前 - 勝島 - 大井競馬場（出入庫）
- 品93乙：目黒駅 - 白金台駅 - 明治学院 - 品川駅高輪口 - 北品川 - 天王洲橋 - 都立八潮高校 - 都立産業技術高専品川キャンパス前 - 勝島 - 大井競馬場（平日朝、夕・夜のみ運行）
- 品93出入：品川車庫 - 品川駅高輪口 - 明治学院 - 白金台駅 - 目黒駅
- 品93丙：品川駅港南口 ← （直行） ← 大井競馬場

品川管轄の中で最古の路線。大井競馬場から品川を抜けて高輪・白金台地へ上がり、目黒駅に至る。八ツ山橋経由が本線だが、早朝と夕刻には京急本線の踏切を避けるため、第一京浜を迂回する便が1986年（昭和61年）から少数運行され、「第一京浜国道回り」と案内される。一部は出入便として品川車庫発着があるが、目黒駅発最終のみ都立産業技術高専品川キャンパス前止め、平日昼の1本のみ大井競馬場発品川駅高輪口行きも運行される。

成り立ちも品川を境に両側で大きく異なる。品川より海側は東品川への足として東京市バスや東京地下鉄道（青バス）が開通したもので、陸側の品川駅 - 目黒駅はそれより古く、民間の目黒自動車運輸によって運行された品川 - 目黒 - 鷹番・祐天寺駅などの系統の一部だった。
戦争中の事業エリア調整（前述）を経て目黒自動車運輸の後身、東京横浜電鉄から東京市に引き渡されるが休止され、復活したのは1948年（昭和23年）のことであった。3系統としてまず旧青バス由来区間の品川駅 - 東品川が開通、1952年（昭和27年）に旧東横電鉄由来の品川駅 - 目黒駅間を延長して、目黒駅 - 品川駅 - 東品川という路線の基礎ができた。東品川側は1953年（昭和28年）に大井鮫洲町まで延長されるが、昭和30年代初頭の路線図には「東品川（鮫洲）」という終点名が記されているものもあり、長らく「東品川行き」として案内されていたことがうかがえる。大井競馬場まで延長されたのは、鮫洲橋架橋後の1961年（昭和36年）である。
1986年（昭和61年）3月31日に朝のみ品川駅-天王洲橋間において、京急八ッ山踏切による渋滞を回避するため第一京浜国道経由で迂回運行が始まった。開設当初は八ッ山橋、北品川の両停留所は設置されていなかったが、2001年（平成13年）に停車するようになり、2018年（平成30年）4月からは平日の夕方から夜にかけても運行されるようになった。
2005年（平成17年）3月28日から2008年（平成20年）3月31日までは、港南支所と共管であった。
大井競馬開催時には、時間帯により競馬場から乗車した場合に限り運賃が無料になる。また、品川駅港南口行き直行バスが運行される。到着後すぐ品川車庫に回送される関係上、直行系統だけ港南口到着となる。

### 反96系統
- 反96：五反田駅 - 御殿山 - 品川駅高輪口 - 泉岳寺 - 魚籃坂下 - 麻布十番駅 - 六本木駅 - 六本木ヒルズ
- 反96：品川車庫 - 品川駅高輪口 - 泉岳寺 - 魚籃坂下 - 麻布十番駅 - 六本木駅 - 六本木ヒルズ（出入庫）
- 反96：品川駅高輪口 → 御殿山 → 五反田駅（始車のみ）
- 反96：五反田駅 - 御殿山

五反田駅から御殿山・品川駅・麻布十番駅を経て六本木ヒルズへ向かう。ソニーグループ御殿山テクノロジーセンターへの通勤輸送、および同センターと品川駅港南口にある本社（ソニーシティ）を結ぶ輸送を担う。
この系統は、様々な系統の再編を通して出来上がった。旧・反96や東90といった系統の面影は全く見られず、大江戸線開業以降の再編は迷走を極める。2000年（平成12年）12月12日の大江戸線開業時には、四92系統の品川駅 - 赤羽橋駅間と廃止された田70系統のごく一部の区間、反90甲（旧・東90）系統の五反田駅 - 品川駅間を統合し、3代目の反96系統となった。
2006年（平成18年）4月1日より約20分毎に増便し、麻布十番駅から先は出入などを除き、「六本木循環」に変更した。
2013年4月1日の改編で六本木循環（五反田駅→麻布十番駅→六本木ヒルズ→六本木駅→六本木五丁目→麻布十番駅→五反田駅）が六本木五丁目・六本木駅経由の六本木ヒルズ往復系統に変更、六本木けやき坂を経由しなくなった。また、反96折返・赤羽橋駅前発着系統も廃止された。

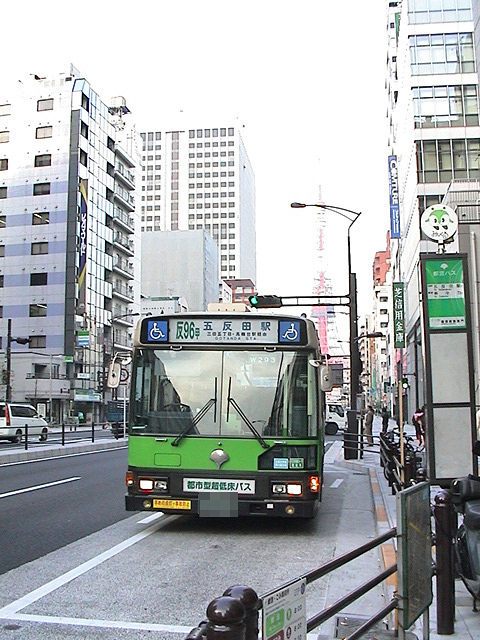
8の字運転だったころの反96甲
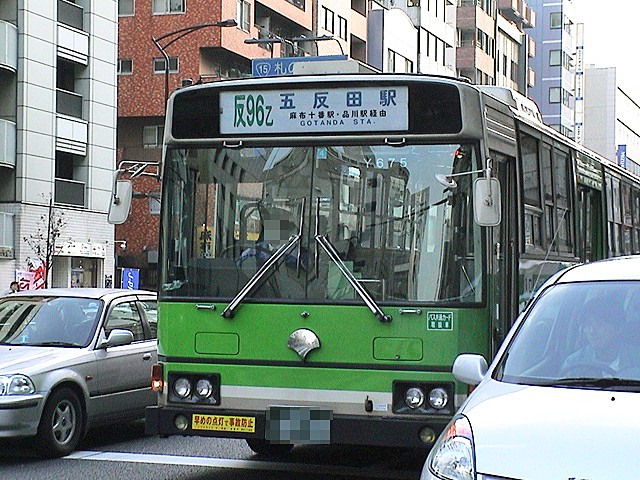
8の字運転だったころの反96乙

### 品96系統
- 品96（←品96乙）：品川駅港南口 - 東京海洋大学本部 - 天王洲運河 - 天王洲アイル - りんかい線天王洲アイル駅

品川駅から野村不動産天王洲ビルに位置するりんかい線天王洲アイル駅（旧停留所名・JALビル）へ至る路線。天王洲アイル地区の開発に併せて1991年（平成3年）に甲（品川駅から天王洲アイル地区を循環して品川駅に戻る路線、2023年3月をもって廃止済み）が、続けて翌年に逆回りの乙が開設され、1996年（平成8年）、乙はJALビル（現在のりんかい線天王洲アイル駅）折返しとなった。
平日日中およそ8本/時と多めに設定されているが、土休日は2-3本/時と少なめである。2023年（令和5年）4月の改正に循環運行の品96甲が廃止され、これに伴って品96乙は枝番の付かない「品96」に名称変更となった。

### 品98系統
- 品98甲：品川駅港南口 - 天王洲橋 - 大井清掃工場 - 4号バース - 東京税関大井出張所 - ニチレイ - 鴻池運輸 - ダイトー大井物流センター - 大田市場（市場休場日および土曜・休日開市日の夜1本は大田市場北発着）
- 品98乙：品川駅港南口 → 天王洲橋 → 大井清掃工場 → 4号バース → 東京税関大井出張所 → ニチレイ → 鴻池運輸 → 大井埠頭バンプール（朝のみ運行）
- 品98丙：品川駅港南口 -（急行）- 大田市場（平日・土曜早朝1往復のみ、市場定休日は運休）

大田区を走行する都営バス路線は、現在は本系統と港南支所管轄の井98系統だけである。現在の品98系統は1974年（昭和49年）7月1日に開通した旧・品98系統（品川駅東口 - 大井埠頭）と品95系統（品川駅東口 - 大井町駅西口）を1978年（昭和53年）7月20日に統合、大井町駅の乗り場を東口に変更して誕生した。当初は品川駅から大井埠頭を迂回して大井町駅まで行く路線だったが、1989年（平成元年）の大田市場開場に伴う大田市場発着の品98乙・丙（急行）系統や大井町駅 - 大井水産物埠頭線（1994年7月に井98系統として独立）などの開設を経て2002年（平成14年）2月25日付で大井町駅側を短縮、それまでの乙系統（大田市場発着）が甲系統となった。大井埠頭のコンテナターミナルや大田市場への通勤・用務を目的としている。そのため、平日朝における品川駅発は4-7分間隔（土曜ダイヤは8-10分間隔）で、その他の時間帯は1時間に概ね3-4本で運行されている。
大井埠頭バンプール止めは平日・土曜の朝のみ大井埠頭への通勤対策として設定されているが、以前まで大井埠頭バンプール発品川駅東口行きもあったが廃止されている。平日・土曜・休日ダイヤの他、大田市場は祝日も開場している関係上この路線のみ祝日ダイヤが設定されている。
大田市場構内はループ状の経路であり、通常は大田市場始終着であるが、夜間（19時50分以降）は循環運行となり、途中の「大田市場北門東」「水産棟前」からも品川駅方面へ引き続き乗車できる。ただし、循環運行時は「大田市場北門西」を経由しない。
早朝の5時台に市場関係者の利用があることから、品川駅と大田市場間を直行する急行便品98丙系統が1往復設定されている。かつては3往復あったが、現在は品川駅港南口5時32分発（2023年（令和5年）11月現在）、大田市場5時54分発の一往復のみとなり、始発電車に乗って乗車できるエリアは非常に限られる。営業所の路線図には記載されていないが、みんくるガイドには記載されている。

### 品99系統
- （39甲→）品99：品川駅港南口 → 港南四丁目 → 東京出入国在留管理局 → クリスタルヨットクラブ → 京浜運河 → 品川埠頭 → 東京出入国在留管理局 → 品川駅港南口[12]
- 品99折返：品川駅港南口 - 港南四丁目 - 東京出入国在留管理局（平日のみ運行） 
  - 2010年（平成22年）7月12日 - 運行経路を一部変更する。[13]

元は39甲系統として設定された古い路線である。品川駅から東京出入国在留管理局（旧：東京入国管理局）・品川埠頭を経由し、品川駅へ戻る循環路線。1964年3月9日に運行が始まる。
平日朝の品川駅発は約2-4分間隔、夕方は4-6分間隔で運行され、それ以外の時間帯は1時間あたり概ね6本が設定されている。

## 廃止路線

### 東01系統
- 東01：東京駅北口 - 東京駅南口 - 有楽町駅 - 日比谷 - 警視庁 -（→運輸省）- 霞ヶ関 - 虎ノ門 - 新橋駅

通称『ミニバス』。

東京都心の官公庁に向けては、1960年代中頃まで『官衙バス』と呼ばれる系統があったが、営団地下鉄日比谷線の開業により代替、廃止となった。しかし官衙バスの廃止後も東京都心部では高度経済成長に伴う自家使用車の増加などによる道路渋滞、交通公害に悩まされ、千代田区霞が関・港区虎ノ門周辺の都電は第4次撤去までの比較的早期に廃止されていた。1973年（昭和48年）の第1次オイルショックによりエネルギー資源の節約が声高に叫ばれた社会情勢に合わせるように、知事美濃部亮吉は路線バスの復権を目指して本路線を企画。1974年（昭和49年）に試験運行が開始された後、正式運行となった。
日曜・休日は運休。午前9時の始車から午後5時過ぎの終車（土曜は半ドンの為、終車時刻は繰り上げられる）まで約5分間隔の運行ダイヤであった。運賃は一般路線と同一で、現金・回数券の他、都バスフリーカード・都営交通一日乗車券・各種乗車証が利用出来た。

投入車輌は自動車メーカーとの協議の上で、トヨタ・コースター（B10系。塗色はクリーム色+水色の通称ミノベカラー）などを使用し、乗降扉は車体左側に折り戸式が1カ所設けられた。その後特認を受け官庁街附近でのフリー降車区間設定などの増収案が実施され、車輌も2代目（黄色+えんじ色。通称鈴木カラー）に更新しサービス向上が図られ、交通局第2次再建計画下でも運行が続けられたが、国家公務員の出勤時間帯に運行がないというダイヤ編成の失敗もあり、当初目的であった自家使用車などからミニバスへの移乗の成果が上がらず、都営バス全体でも有数の不採算路線に転落。美濃部の後任の都知事鈴木俊一が策定させた交通局第3次再建計画に伴う追加の路線再編成の一環として、1983年（昭和58年）8月22日限りで廃止された。

### 旧・海01系統
- 海01：門前仲町 - 豊洲駅 - 有明テニスの森 - お台場海浜公園入口 - 海上公園（船の科学館） - 八潮団地入口 - 天王洲橋 - 品川駅東口
- 海01：門前仲町 - 豊洲駅 - 有明テニスの森 - お台場海浜公園駅 - フジテレビ - テレコムセンター駅 - 東京テレポート駅 - 八潮団地入口 - 天王洲橋 - 品川駅東口
- 海01折返：品川駅東口 → 天王洲橋 → 八潮団地入口 → フジテレビ → テレコムセンター駅 → 東京テレポート駅 → 八潮団地入口 → 天王洲橋 → 品川駅東口

もとは1978年に船の科学館で開催された宇宙博へのアクセスとして運行された臨時便だったものを1979年1月に定期化したもので、当初は品川駅東口 - 海上公園（現・船の科学館）間の運行だった。その後、門19丁系統（門前仲町 - 海上公園）と統合のうえ門前仲町まで延長、品川・深川営業所の共管となった。途中で首都高速道路の東京港トンネルを走行していた。

1997年7月には品川駅東口からの台場循環が品川単独で設定されるも1999年1月に廃止、同時に品川営業所が撤退（その後2009年4月に再参入）、その後2002年12月にはりんかい線の開通に伴い品川側の区間が廃止され、門前仲町 - 東京テレポート駅間のみの運行となる。

### 旧・市01系統

路線図

- （14→）市01：新橋駅 → 浜離宮 → 築地中央市場 → 国立がん研究センター → 新橋駅（循環。市場休場日は運休。2018年10月6日運行終了）
- 市01：新橋駅 → 浜離宮 → 国立がん研究センター → 新橋駅（循環）

前述した通り、市01系統は2018年10月6日に閉鎖された築地市場へのアクセス路線として運行されていたため、市場構内にある築地中央市場バス停発着となっていた（朝ラッシュ時と市場休場日は国立がん研究センター前バス停で戻っていた）。同日付けで築地市場への乗り入れは廃止され、11日には豊洲市場へのアクセス路線に切り替わったため、前日10日で築地市場へ乗り入れない循環系統も廃止された。
歴史は古く、終戦直後の1948年（昭和23年）8月1日に14系統として開通している。当初は昭和通りから三原橋・晴海通りを通って海幸橋を渡り市場構内に入っていた。復路は現在と同じ経路であった。
昭和40年代に、朝のみ海幸橋を渡らず三原橋から市場正門にいって構内に入る経路に、それ以外は現在の復路を往復する経路に変更された。
1976年（昭和51年）12月に復路が現在の新大橋通り・浜離宮経由に変更し、1980年（昭和55年）10月13日に朝日新聞社循環（市01乙）が新設され、従来の経路は市01甲系統となった。後に市01甲系統は平日の朝から昼、平日の夕方から夜と休日は市01乙系統が運行される形となった。
1990年代前半の一時期、築地市場の再整備工事に関連して市01甲系統を休止し、全便を市01乙系統で運行していた時期があったが、工事終了後は元の運行形態に戻っている。
2000年（平成12年）12月12日に地下鉄大江戸線築地市場駅が開業したが、市01系統が直接の影響を受けたのは2年後の2002年（平成14年）11月2日の大江戸線汐留駅開業のタイミングで、休日が運休となった。
2007年（平成19年）3月26日より、朝日新聞社バス停（現在の国立がん研究センター前バス停）を復路のみ停車とし、現行の循環経路に変更され甲乙系統とも統一された。
2018年（平成30年）10月6日をもって築地市場は閉鎖となり、同日をもって築地中央市場前バス停は廃止された。同年10月11日に豊洲市場が開場されたため、本路線は豊洲市場へのアクセス路線へと切り替わった。
本路線では1980年代以降、原則として中型車が使用されていた。品川に新造投入されたレインボーRJが3代に渡り専用で使われていたが、2011年（平成23年）に青梅支所からいすゞ・エルガミオが7台転属してきた。レインボーRJからエルガミオまでは、鮮魚類を持ち込む乗客が多いことから、座席にビニールカバーを掛けるなど対策を施した上で本路線専用に使われていた。なおこの時代でも市場関係者の利用が集中する早朝には大型車が充当されることもあった。しかし、築地市場の最終日になるはずだった2016年（平成28年）11月4日限りで中型車は全車退役、30年ぶりに全便大型車での運用となった。

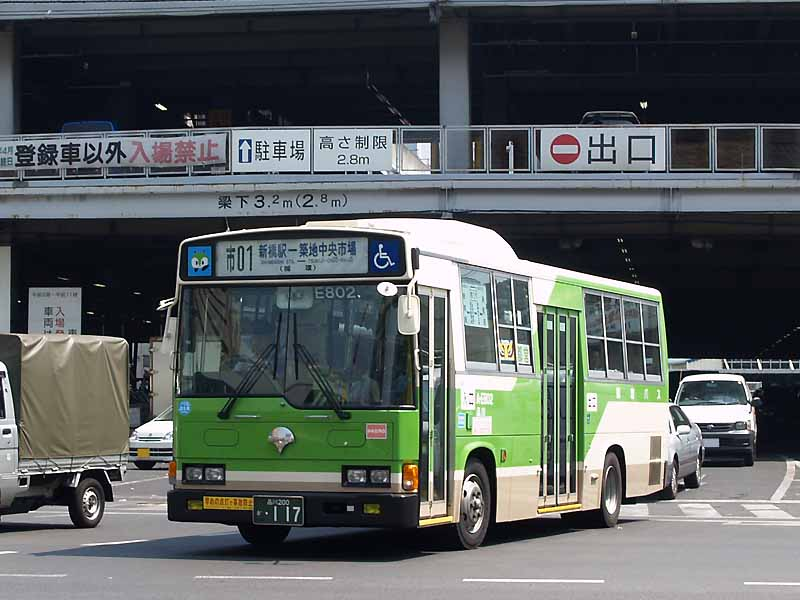
築地中央市場を出発する市01(A-E802)
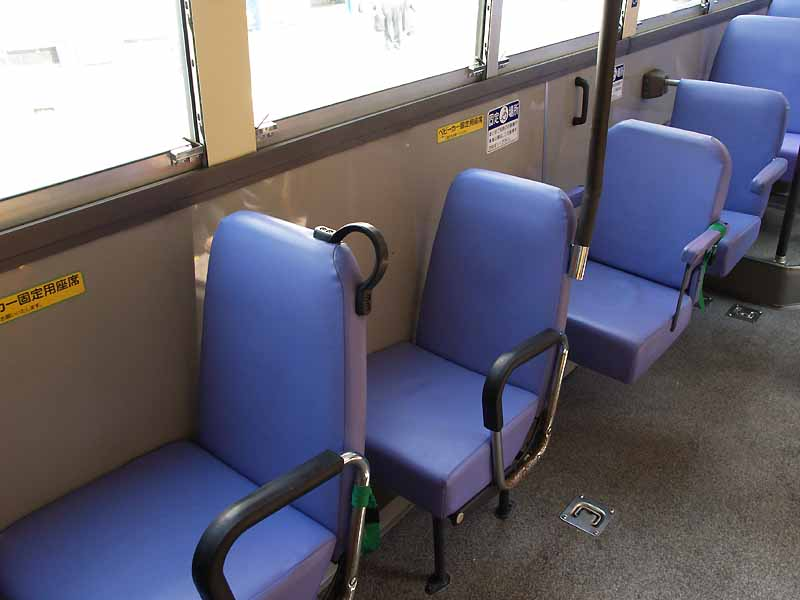
座席にはビニールカバーが掛けてある
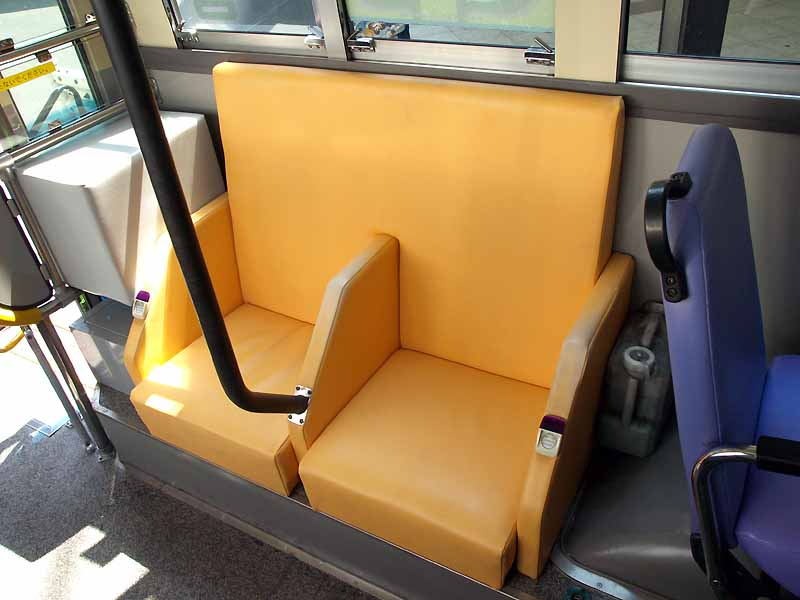
優先席は黄色
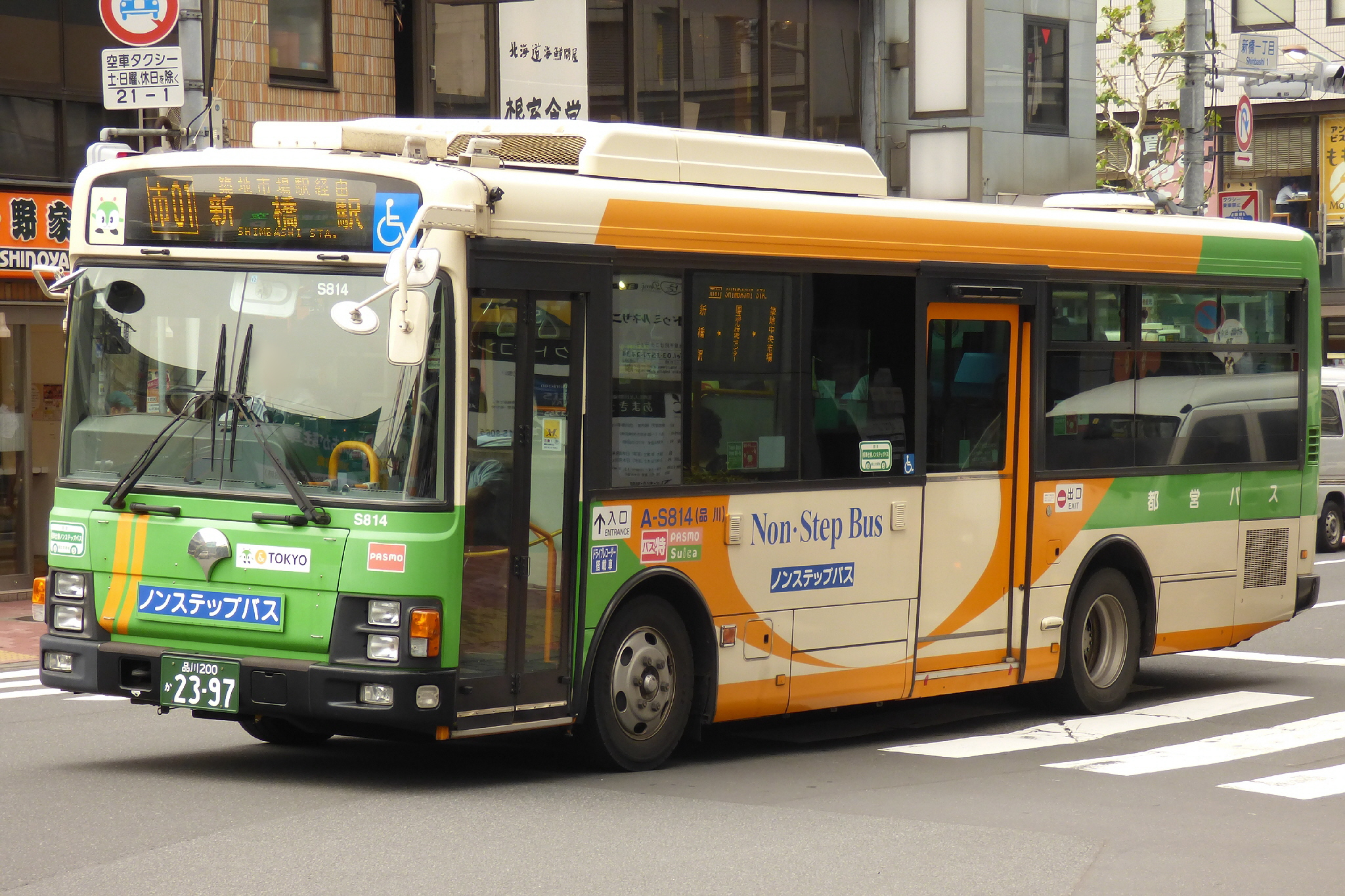
市01運用のエルガミオ（A-S814）

### 直行01系統
- 直行01：大井町駅 -（無停車・仙台坂トンネル経由）- 品川総合福祉センター - 八潮パークタウン（循環）

2000年（平成12年）12月12日に急行運転のダイレクトバスとして運行を開始した。平日朝夕のみの運行で往復とも仙台坂トンネルを経由する系統である。2008年（平成20年）4月の改正で八潮から大井町方面は全ての停留所に止まるようになった。その後、2018年（平成30年）4月をもって各停運行の井92系統と統合され廃止。

### 波01出入系統
- 波01出入：品川駅港南口 - 港南三丁目 - 海岸通り -（レインボーブリッジ）- お台場海浜公園駅 - フジテレビ - 日本科学未来館前 - テレコムセンター駅 - 東京テレポート駅
- 波01出入：品川駅港南口 - 港南三丁目 - 海岸通り -（レインボーブリッジ）- お台場海浜公園駅 - 東京テレポート駅

波01出入系統は品川車庫への出入便として一部時間帯のみ（2021年4月改正以降は毎日2本のみ）運行された（品川駅港南口 - 品川車庫間は回送）。この出入系統は2013年（平成25年）4月1日から、お台場海浜公園駅 - 東京テレポート駅間をショートカットして結ぶ系統が新設された（のちに廃止）。また、同日に虹01系統（浜松町駅 - 東京ビッグサイト）が廃止されたため、出入系統は都営バス路線としては唯一レインボーブリッジを渡る系統になった。なお、本路線は田92系統の品川駅港南口 - 品川車庫間や両28系統の臨海車庫・第六葛西小学校発着便などとともに「みんくるガイド」には記載されていなかった。
波01本線系統の有明営業所への全面移管により出入庫路線を運行する必要がなくなったため、2022年（令和4年）3月31日限りで廃止となった。これにより、レインボーブリッジを経由する都営バス路線は消滅した。

### 虹02（新）系統
- 虹02：品川駅東口 - 港南三丁目 - フジテレビ - テレコムセンター駅 - 東京テレポート駅
- - 2000年（平成12年）4月1日 - 虹02系統（品川駅東口 - 東京テレポート駅）の運行を開始する。当初は目黒営業所（港南）との共管だった[19]。
  - 2001年（平成13年）8月 - 品川営業所の単独所管に変更する。
  - 2002年（平成14年）12月1日 - 虹02系統を廃止する。[20]

虹01系統と同様に、昔使用されていた系統番号の再利用となっている。
当初の目的が城南 - 台場間の直結であるため、品川駅を出るとお台場海浜公園駅まで直行し、港南地区はノンストップであったが、平行路線の田99系統は朝夕のみの運行であったため、1年後に各駅停車に変更された。
しかし、りんかい線が大崎駅まで全通したことでその使命を終え、品川から台場地区への路線は首都高速・天王洲アイル経由で朝夕のみ運行の海01系統と共に2002年（平成14年）12月に廃止された。

### 四80系統
- 四80：四谷駅前 - 赤坂見附 - 溜池 - 赤坂アークヒルズ

本来は新宿営業所の担当路線だったが、運行開始当時の混雑時のみ、四92系統（区間便）を間引いて運行した。1997年（平成9年）の営団地下鉄南北線溜池山王 - 四ツ谷間開業で完全並行となり、都営大江戸線開業に伴う路線再編成により2000年（平成12年）12月11日限りで廃止された。

### 東90・反90甲系統
- （100→）東90：丸子橋 - 雪が谷 - 石川台駅 - 洗足池 - 昭和大学 - 平塚橋 - 五反田駅 - 御殿山 - 品川駅 - 田町駅 - 大門 - 新橋駅 - 京橋 - 東京駅丸の内南口（1979年12月まで東急バス中延営業所と共同運行）
- 東90：五反田駅 - 御殿山 - 品川駅 - 田町駅 - 大門 - 新橋駅 - 京橋 - 東京駅八重洲口
- 反90甲：五反田駅 - ソニー前 - 御殿山 - 品川駅
- 反90甲折返：御殿山ヒルズ - 品川駅

1927年（昭和2年）に池上電気鉄道（現・東京急行電鉄）が開業させた五反田駅 - 中延間の路線が元祖で、目黒蒲田電鉄、東京横浜電鉄、大東急を経て1947年（昭和22年）都営と東急の共同運行になり100系統を名乗った。
当初は東京駅乗車口（現・丸の内南口） - 京橋一丁目 - 新橋駅 - 大門 - 田町駅 - 品川駅 - 五反田駅 - 平塚橋 - 洗足池という運行区間で、1948年（昭和23年）には雪が谷、1966年（昭和41年）には丸子橋へと順次延長。
1979年（昭和54年）12月17日の第1次追加再編で都営が東90系統・東京駅八重洲口 - 五反田駅（同時に東京駅の乗り場を丸の内南口から八重洲口に変更）、東急は品90系統・品川駅 - 丸子橋と分割され、東急の品90系統は中延営業所廃止に伴う瀬田営業所への移管を経て1989年（平成元年）3月31日限りで廃止。都営単独で残った東90系統のうち東京駅 - 品川駅間も1990年（平成2年）6月30日限りで廃止され、品川駅 - 五反田駅間だけが反90甲系統として残った。品川駅行は品川駅において品93系統・目黒駅行と同じ停留所から当時の四92・97系統が発着していたホテルパシフィック東京（現・SHINAGAWA GOOS）前の停留所の順に停車していた。その後、同年11月26日には品川駅 - 御殿山ヒルズ区間便が設定される。1992年（平成4年）3月から1998年（平成10年）4月までの一時期、目黒営業所が担当していた時期がある。2000年（平成12年）12月12日の改編で旧・反96系統および四92系統を合わせて統合、御殿山ヒルズ区間便とともに現在の反96系統となった。

### 東91系統
- （80→）東91 : 品川車庫 - 品川駅 - 魚籃坂下 - 一ノ橋（現・麻布十番駅） - 飯倉一丁目 - 愛宕山下 - 通産省[21]） - 日比谷 - 和田倉門 - 東京駅丸の内北口

都電第4次撤去と同時の1969年（昭和44年）10月26日に80系統として運行を開始した路線である。品川駅から一ノ橋までは現在の反96系統、愛宕山下からは東98系統のルートをなぞり東京駅へ行っていたが、この路線は丸の内北口へと向かった。交通局第2次再建計画に基づく追加の路線再編成により、1979年（昭和54年）11月22日限りで廃止。

### 井91系統
- 井91 : 大井町駅東口 - 青物横丁 - 都立八潮高校 - 八潮パークタウン - 大井競馬場駅 - 大井埠頭中央公園 - 東京港野鳥公園 - 大田市場

1994年（平成6年）7月21日付けで運行開始。八潮団地から大田市場への通勤輸送を主な目的としており、平日・土曜のみの運行で大井町発が3回、大田市場発が4回と非常に少なく大変影の薄い系統であった。2002年2月25日の大井地区改編時に廃止された。

### 四92系統
- （都電3→503→）四92：四谷見附（四谷駅） - 赤坂見附 - 溜池 - 神谷町駅 - 赤羽橋 - 一ノ橋 - 魚籃坂下 - 泉岳寺 - 品川駅 - 品川車庫

1967年（昭和42年）12月10日、都電第1次撤去で廃止された3系統の代替として503系統（品川駅 - 四谷見附 - 飯田橋）が開業するも、2年後、都電第4次撤去と同時の路線再編成で四谷 - 飯田橋を短縮する。1976年（昭和51年）には四ツ谷駅へ乗り入れ、1979年（昭和54年）11月23日に橋99系統廃止に伴い、従来の札の辻経由から一ノ橋経由に変更する。四80系統同様南北線の延伸により2000年（平成12年）12月12日、大江戸線開業に合わせて赤羽橋 - 四谷駅間を短縮のうえ残った区間を反90甲系統とともに反96系統として統合された。

### 東94系統
- （114→）東94：東京駅八重洲口 - 銀座四丁目 - 新橋駅 - 大門 - 田町駅 - 泉岳寺 - 品川駅 - 北品川 - 青物横丁 - 大井町駅 - 大井本通り - 大森駅 - 大田区役所[22] - 池上営業所前 - 池上駅（1977年まで東急バス池上営業所と共同運行）

1948年（昭和23年）、東京駅八重洲口 - 新橋駅 - 品川駅 - 北品川 - 大井町駅 - 大森駅 - 池上営業所前 - 池上駅を第一京浜・池上通り経由にて東急バスとの共管で114系統として運行を開始した。
第2次再建計画による路線再編成に伴い、1977年（昭和52年）12月16日付で品川車庫 - 東京駅八重洲口（都営単独となる）に短縮されたが、中央通りの新橋 - 東京駅の渋滞と品川駅 - 品川車庫間の京急本線の踏切が原因で定時運行が難しくなり、追加の路線再編成で東90系統の出入庫便として統合。1979年（昭和54年）12月16日限りで廃止となった。この際、東90系統の発着地が丸の内南口から八重洲口に変更されている。

品川駅より先は、東急バスの池上線（品94系統・品川駅 - 池上駅）となり、2000年（平成12年）に同社の蒲田線と統合して蒲田駅まで延長。大田品川線と名前を変えて運行している。

### 浜95乙系統
- 浜95乙：品川車庫 - 品川駅東口 - 高浜橋 - 田町駅東口 - 海岸三丁目 - 浜松町駅 - 御成門 - 東京タワー - 赤羽橋駅

2002年（平成14年）に開通。しかし、徐々に運行回数が少なくなり、2010年（平成22年）4月1日に廃止された。

### 品95系統
- 品95：品川駅東口 - 天王洲橋 - 品川警察署入口 - 青物横丁 - 大井町駅西口

1978年（昭和53年）7月20日をもって旧・品98系統と路線統合、品川駅 - 大井町駅間を大井埠頭経由で大回りする品98系統となった。

### 東96系統
- 122：多摩川大橋 - 池上警察署 - 本門寺裏 - 馬込橋 - 中延駅 - 戸越銀座 - 五反田駅 - 高輪警察署 - 三田三丁目 - 田町駅 - 御成門 - 新橋駅 - 銀座 - 京橋 - 東京駅八重洲口（東京急行電鉄神明営業所→荏原営業所と共同運行）
- （122→6→）東96：五反田駅 - 高輪警察署 - 三田三丁目 - 田町駅 - 御成門 - 新橋駅 - 銀座 - 京橋 - 東京駅八重洲口

1950年（昭和25年）、122系統の名前で東京駅八重洲口 - 新橋駅 - 五反田駅 - 馬込橋 - 多摩川大橋間を東急バス神明営業所との共管で運行開始したのが始まりである。その後、都営地下鉄浅草線の並行路線となったことから1970年（昭和45年）に五反田駅で分断され、6系統となって、都営は山手線内区間のみを運行継続した。

第3次再建計画に伴う路線再編成により、1982年（昭和57年）12月25日限りで田町駅 - 東京駅間が廃止され、（旧）反96系統に変わる（前述）。東急側は五反田駅 - 川崎駅ラゾーナ広場間の五反田線として現在も存続している。

### 反96折返系統
- （反90甲折返→）反96折返：品川駅 - 御殿山ガーデン（旧・御殿山ヒルズ）

もとは反90甲折返系統として1990年（平成2年）11月に誕生した路線で、2000年（平成12年）12月12日に反90甲系統が反96系統に統合されたことにより反96折返系統となる。2007年（平成19年）5月31日に廃止されたが、貸切系統として残る。詳細は反96系統の項を参照。

### 品96甲系統
- 品96甲：品川駅港南口 → 天王洲橋 → 天王洲アイル → 天王洲運河 → 東京海洋大学本部 →  品川駅港南口（平日朝のみ）

品96系統は、品川駅から天王洲アイル地区を循環する品96甲と、野村不動産天王洲ビルに位置するりんかい線天王洲アイル駅（旧停留所名・JALビル）へ至る品96乙からなる路線群であった。天王洲アイル地区の開発に併せて1991年（平成3年）に甲が、続けて翌年に逆回りの乙が開設され、1996年（平成8年）、乙はJALビル折返しとなった。（その後JALビルはりんかい線天王洲アイル駅に改称）
循環運行の系統として残った品96甲系統は品川駅港南口を出ると天王洲橋を経由し、りんかい線天王洲アイル駅には寄らずに天王洲アイル、東京海洋大学本部を通り品川駅港南口へ戻る経路で、りんかい線の開業を機に大きく便数が減らされ末期には平日朝のみ運行されていたが、2023年（令和5年）4月の改正により廃止されることが発表された。これに伴い、残った品96乙は枝番の付かない「品96」に名称変更となった。

### 四98系統
- （都電33→533→）四98 : 浜松町駅 - 飯倉一丁目 - 六本木 - 北青山一丁目 - 信濃町駅 - 四谷三丁目 - 四谷片町

都電第4次撤去で廃止された33系統（浜松町一丁目 - 四谷三丁目）の代替。1969年（昭和44年）10月26日に開通した。その後1974年（昭和49年）7月1日に浜95系統に統合され、品川車庫 - 四谷片町の長距離路線となるが、第2次再建計画に伴う路線再編成で元の四98系統だった区間が廃止されてしまう。現在は品川駅港南口 - 東京タワー間をはとバス委託で運行中。

### 品98乙系統（一部区間の廃止）
- 品98乙：大井埠頭バンプール → 安田倉庫 → 鴻池運輸 → ニチレイ → 東京税関大井出張所 → 4号バース →大井清掃工場 → 天王洲橋 → 品川駅東口

2008年（平成20年）4月1日限りで品川駅東口方面が廃止。大井埠頭バンプール方面は引き続き運行している。

### 48系統
- 48：新橋駅 - 南佐久間町 - 東京タワー

1953年（昭和28年）3月1日に新橋駅 - 慈恵会医大間を開通、東京タワーの開業と同時に路線も延長された。都電第4次撤去と同時の1969年（昭和44年）10月26日付けで渋谷営業所の76系統と統合のうえ新・76系統（渋谷駅 - 南佐久間町 - 新橋駅）として渋谷営業所の担当となる。

都電第7次撤去と同時の1972年（昭和47年）11月12日付で橋88系統を名乗り、その後は路線の短縮・延長や東82系統の吸収、さらには営業所の移管（渋谷→品川→新宿）を繰り返し、現在も渋88系統（渋谷駅 - 神谷町駅 - 新橋駅）としてはとバス委託で運行されている。

### 115系統
- 115：東京駅八重洲口 - 銀座六丁目 - 新橋駅 - 大門 - 田町駅 - 品川駅 - 北品川 - 青物横丁 - 鈴ヶ森 - 大森海岸駅 - 平和島駅 - 京浜蒲田[23] - 雑色 - 六郷橋 - 宮前 - さいか屋前 - 川崎駅（～1965年8月25日）
- 115：東京駅八重洲口 - 銀座東八丁目 - （首都高速） - （大森駅←平和島駅←大鳥居） - 羽田空港（1965年8月26日～1970年11月30日）（京浜急行電鉄東京営業所→蒲田営業所→六郷営業所と共同運行）

1919年（大正8年）に東京乗合が開設した京浜国道経由六郷線に由来し、その後京浜電鉄への譲渡（前述）を経て戦前の最盛期には品川から横浜駅まで運行していた。

京浜電鉄が大東急に合併した時に引き継がれたが程なくして休止。戦後、京浜急行電鉄が再開を決めたときに都営も共同運行の形で参入、品川駅 - 東京駅間を延長する代わりに神奈川県内部分を川崎駅で打ち切りとした。都営バスで神奈川県へ乗り入れた路線は、この系統が唯一となった。
1965年（昭和40年）8月25日に起終点を川崎駅から羽田空港に変更、神奈川県内に張り出していた都営バス路線がなくなる。羽田空港方向は汐留から空港西まで首都高速を経由し、東京駅方向は産業道路を経由して平和島駅、大森駅に立ち寄り、鈴ヶ森出入口から汐留まで首都高速を経由していた。その後、新系統番号が設定される前の1970年（昭和45年）12月1日限りで廃止され、羽田空港から都営バスが撤退するとともに、京急バスも港区から一時撤退した。
東京駅と羽田空港を結ぶ路線はその後、1993年（平成5年）9月27日の羽田空港移転に伴い京浜急行バスと東京空港交通の共同運行による路線が東京駅八重洲口から設定され、現在も運行されている。

### 134系統
- 134：大森駅東口 - 大森海岸駅 - 大井競馬場 - 専売公社[24] - 天王洲橋 -（→港南一丁目）-  品川駅東口（京浜急行電鉄羽田営業所と共同運行）

1963年（昭和38年）4月1日に開通。当初は鈴ヶ森経由だったが、1966年（昭和41年）4月1日に大森海岸駅や大井競馬場を経由するルートに変更、現在の京浜急行バス森20系統と都営バス品93・品91系統を合わせたルートとなっていた。都電第4次撤去と同時の1969年（昭和44年）10月25日限りで廃止、京急バスの一般路線も品川駅から撤退した。

### 501系統
- （都電1→）501：品川車庫 - 品川駅 - 田町駅 - 大門 - 新橋駅 - 銀座三丁目 - 京橋 - 日本橋 - 神田駅 - 須田町 - 上野広小路 - 上野駅

都電第1次撤去で廃止された1系統の代替として、1967年（昭和42年）12月11日付で運行開始した路線。しかし全区間で国電山手線・京浜東北線と並行し、加えて新橋と上野の間の中央通りは営団地下鉄銀座線と完全並行、新橋と大門の間の第一京浜国道も都営地下鉄浅草線が既に開通していたため乗客が少なかった。そして1968年（昭和43年）6月21日の都営浅草線大門 - 泉岳寺間、京浜急行本線泉岳寺 - 品川間の開業でバスとしての存続意義を失い、都電第4次撤去と同時の1969年（昭和44年）10月25日限りで廃止となった。
現在、金杉橋から新橋駅にかけては都06系統が運行されている。日本橋から上野駅にかけては2022年3月まで土休日のみ・本数僅少ながらも観光路線バスS-1系統「東京→夢の下町」が存在した。

## 移管路線

### 海01系統
- 海01：門前仲町 - 豊洲駅 - 有明テニスの森 - お台場海浜公園駅 - フジテレビ - 日本科学未来館前 - テレコムセンター駅 - 東京テレポート駅[12]
  - 2009年（平成21年）4月1日 - 深川営業所との共管路線となる。[25]
  - 2020年（令和2年）3月30日 - 有明営業所との共管路線となる。[16][17]
  - 2022年（令和4年）4月1日：海01系統の共管を解消、有明営業所単独運行となる。

### 波01系統
- 波01：東京テレポート駅 -（←シンボルプロムナード公園/東京国際クルーズターミナル駅→）- 環境局中防合同庁舎 - 中央防波堤[12]

- - 2006年（平成18年）4月1日 - 波01系統（東京テレポート駅 - 中央防波堤）の運行を開始する。当初は港南支所と深川営業所の共管だった。[15]
  - 2008年（平成20年）4月1日 - 港南支所の担当分を品川営業所に移管する。[26]
  - 2020年（令和2年）7月1日 - 波01本線系統を有明営業所に全面移管する。出入庫系統は残存。[16][17]
  - 2022年（令和4年）4月1日 - 波01出入系統廃止（前述）。

### 虹01系統
- 虹01：浜松町駅バスターミナル - 浜松町駅前 - 竹芝桟橋 -（レインボーブリッジ）- お台場海浜公園駅 - フジテレビ前 - 船の科学館駅 - 東京ビッグサイト
- 虹01：浜松町駅バスターミナル - 浜松町駅前 - 竹芝桟橋 -（レインボーブリッジ）- お台場海浜公園駅 - フジテレビ前 - 船の科学館駅 - テレコムセンター駅 - 東京ビッグサイト
- 虹01：浜松町駅バスターミナル - 浜松町駅前 - 竹芝桟橋 -（レインボーブリッジ）- お台場海浜公園駅 - フジテレビ前 - 船の科学館駅 - 国際展示場駅
- 虹01：浜松町駅バスターミナル - 浜松町駅前 - 竹芝桟橋 -（レインボーブリッジ）- お台場海浜公園駅 - フジテレビ前 - 船の科学館駅 - テレコムセンター駅 - 国際展示場駅
- 虹01：浜松町駅バスターミナル - 浜松町駅前 - 竹芝桟橋 -（レインボーブリッジ）- お台場海浜公園駅 - フジテレビ前 - 船の科学館駅 - テレコムセンター駅

1997年（平成9年）2月の開通からしばらくは目黒営業所港南分駐所と品川営業所の共管だったが、1998年（平成10年）2月に品川担当分を深川営業所に移管した。その後はとバス委託による港南単独化を経て2014年（平成26年）3月に廃止となった。のちほぼ同経路にケイエム観光バスによるkmフラワーバスが運行されたが、2017年5月31日に廃止された。

### 都06系統（グリーンエコー）
- 都06：渋谷駅 - 渋谷車庫 - 天現寺橋 - 古川橋 - 麻布十番駅 - 赤羽橋駅 - 金杉橋 - 大門駅 - 新橋駅
- 都06：渋谷駅 - 渋谷車庫 - 天現寺橋 - 古川橋 - 麻布十番駅 - 赤羽橋駅

本来は渋谷営業所の路線であるが、2008年（平成20年）4月からの丸1年間品川営業所も参入していた時期があった。しかし短期間で渋谷営業所の単独に戻り、渋88系統のはとバス委託と相俟って品川営業所はわずか1年で渋谷駅前から撤退した。

### 橋86系統
- 橋86：目黒駅 - 天現寺橋 - 愛育病院[27] - 二ノ橋 - 麻布十番駅 - 神谷町駅 - 御成門 - 新橋駅（平日土曜の朝夕のみ）
- 橋86折返：目黒駅 - 天現寺橋 - 愛育病院 - 二ノ橋 - 麻布十番駅 - 神谷町駅 - 御成門 - 東京タワー

2005年（平成17年）3月に長らく担当してきた目黒分駐所（旧目黒営業所）の廃止に伴い品川営業所に移管されてきたが、2013年（平成25年）4月に港南支所に移管、はとバス委託系統となった。

### 渋88系統
- 渋88：渋谷駅 - 南青山五丁目 - 南青山七丁目 - 六本木駅 - 虎ノ門五丁目 - 神谷町駅 - 虎ノ門 - 新橋駅

2008年（平成20年）4月に渋谷営業所から移管されたが、2009年（平成21年）3月をもってはとバス委託となり、新宿支所に移管となった。

### 反90系統
- 反90：五反田駅 - 高輪台駅 - 高輪一丁目 - 田町駅 - 都営三田駅

元は1990年（平成2年）6月に初代・反96系統（五反田駅 - 一ノ橋循環）を分割、高輪側を反90乙系統とした路線であった。2000年（平成12年）12月には反90甲系統が反96系統へと統合されたことにより反90系統となるが、2008年4月にはとバス委託に伴い港南支所へ移管された。その後、2015年（平成27年）3月に廃止。

### 田92・浜95系統
- 田92：田町駅東口 - 藻塩橋 - 高浜橋 - 品川駅港南口 - 天王洲橋 - 品川車庫
- （45→）浜95：品川車庫 - 品川駅港南口 - 高浜橋 - 田町駅東口 - 海岸三丁目 - 浜松町駅 - 御成門 - 東京タワー（駐車場内）

2014年（平成26年）3月をもってはとバス委託に伴い、2系統とも港南支所に移管となった。

### 反94系統
- 反94：五反田駅 - 高輪台駅 - 明治学院 - 魚籃坂下 - 古川橋 - 麻布十番駅 - 赤羽橋駅

8の字循環だった反96系統を分割のうえ、五反田駅から高輪台駅・古川橋方面を反94系統としたものである。2008年（平成20年）4月にはとバス委託に伴い、港南支所に移管。

### 井96系統
- （品91折返→）井96 大井町駅東口 - 青物横丁  -（←南馬場／都立八潮高校→）- 天王洲アイル（パークスクエア）（循環）

大井町駅と天王洲地区のアクセス向上を目的に1992年（平成4年）に開通した品91折返系統が、1994年（平成6年）7月に井96系統として独立した路線。2005年（平成17年）3月28日の港南分駐所の支所化に伴い移管された。

### 四97→品97系統
- （都電7→507→）四97：品川車庫 - 品川駅 - 泉岳寺 - 魚籃坂下 - 天現寺橋 - 西麻布 - 青山一丁目駅 - 信濃町駅 - 四谷三丁目 - 四谷駅
- 品97：品川車庫 - 品川駅 - 泉岳寺 - 魚籃坂下 - 天現寺橋 - 西麻布 - 青山一丁目駅 - 信濃町駅南口 - 四谷三丁目 - 新宿三丁目 - 新宿駅東口 - 新宿駅西口（平日・土曜）
- 品97：品川車庫 - 品川駅 - 泉岳寺 - 魚籃坂下 - 天現寺橋 - 西麻布 - 青山一丁目駅 - 信濃町駅南口 - 四谷三丁目 - 新宿三丁目 - 歌舞伎町 - 新宿駅西口（休日）
- 品97：品川車庫 - 北品川 - 品川駅 - 泉岳寺 - 魚籃坂下 - 天現寺橋 - 西麻布 - 青山一丁目駅 - 信濃町駅南口 - 四谷三丁目 - 新宿三丁目 - 新宿駅東口 - 新宿駅西口（第一京浜回り・平日朝。品川車庫 - 品川駅高輪口間は停車）
- 品97：品川駅 - （←泉岳寺/高輪警察署→） - 魚籃坂下 - 天現寺橋 - 西麻布 - 青山一丁目駅 - 信濃町駅南口 - 四谷三丁目 - 新宿三丁目 - 新宿駅東口 - 新宿駅西口（平日・土曜）
- 品97：品川駅 - （←泉岳寺/高輪警察署→） - 魚籃坂下 - 天現寺橋 - 西麻布 - 青山一丁目駅 - 信濃町駅南口 - 四谷三丁目 - 新宿三丁目 - 歌舞伎町 - 新宿駅西口（休日）

都電第4次撤去で廃止された都電7系統（品川駅前 - 四谷三丁目。代替時には泉岳寺前までに短縮済み）の代替として、1969年（昭和44年）10月26日付で新設。品川営業所が単独所管した。その後2000年（平成12年）12月12日に四谷三丁目から同時期に廃止された田70系統のルートで新宿駅へ向かうように経路を変更、品97系統になるのと同時に新宿支所との共管となっていた。2005年（平成17年）4月にはとバス委託に伴い杉並支所に移管、その後2008年（平成20年）4月からは港南支所との共管となる。

### 東98系統
- 東98：東京駅丸の内南口 - 経済産業省 - 虎ノ門一丁目 - 東京タワー - 慶應義塾大 - 魚籃坂下 - 白金台駅 - 目黒駅 - 清水 - 都立大学駅北口 - 等々力七丁目 - 等々力駅 ← 等々力操車所（東急バス目黒営業所と共同運行）
- 東98：東京駅丸の内南口 → 経済産業省 → 虎ノ門一丁目 → 東京タワー → 慶應義塾大 → 魚籃坂下 → 白金台駅 → 目黒駅
- 東98：目黒駅 - 清水 - 都立大学駅北口 - 等々力七丁目 - 等々力駅 ← 等々力操車所（出入庫）

2005年（平成17年）3月の目黒分駐所（旧目黒営業所）廃止から2008年（平成20年）4月のはとバス委託までの3年間、品川営業所が担当した。その後、港南支所への移管を経て2013年（平成25年）3月31日限りで都営が撤退、東急バスの単独運行となった。

### 井98甲・乙系統
- 井98甲：大井町駅東口 - 青物横丁 - 大井清掃工場前 - ダイトー大井物流センター - 大井水産物埠頭
- 井98乙：大井町駅東口 - 青物横丁 - 大井清掃工場前 - 大井水産物埠頭

1994年（平成6年）7月に品98系統から丁と戊が独立して発足した系統で、品98丁と戊がそれぞれ井98甲と乙になった。2008年（平成20年）4月に港南支所へ移管のうえはとバス委託となる。

### 田99系統
- （39乙→）田99：品川駅東口 - 五色橋 - 芝浦埠頭 - 汐路橋 - 田町駅東口 - 港区スポーツセンター
- 田99：品川駅港南口 - 五色橋 - 汐路橋 -（港区スポーツセンター→）- 田町駅東口

1967年（昭和42年）に39乙系統として開通。その後品川営業所と港南支所の間で何度も担当が変わり、現在は港南支所が担当している。ちなみに39甲系統は現在の品99系統である。